# مایکل جانسون (بازیکن فوتبال، زاده ۱۹۸۸)
مایکل جانسون (به انگلیسی: Michael Johnson)متولد ۲۴ فوریه ۱۹۸۸ در انگلستان است او تاکنون در تیم‌های، اورتون، منچستر سیتی بازی کرده‌است .